# Владівка (Бердянський район)
Вла́дівка — село в Україні, у Чернігівській селищній громаді Бердянського району Запорізької області. Населення становить 863 осіб (1 січня 2015). Зараз у складі Владівського старостинського округу Чернігівської селищної громади. Засноване німцями-менонітами 1836 року.

## Географія
Село Владівка розташоване на берегах річки Бегим-Чокрак, вище за течією на відстані 2 км розташоване село Степове, нижче за течією на відстані 2 км розташоване село Ланкове.

## Історія
Село засноване 1836 року німцями-менонітами як Гіршау на обох берегах річки Бегим-Чокрак. Потім село перейменовували на Вальдгейм, Ротфронт, Польща. Колонія швидко розвивалася й у 1865 році тут проживало 954 жителі в 95 будинках, працювало сільське училище та менонітський молитовний будинок. До 1851 року в колонії було насаджено 100442 дерева. Село було найбільшим у колонії Молочна за площею та кількістю господарств. У другій половині 1880-х років в селі у 108 будинках проживало 566 жителів. У цей час почали працювати заводи сільськогосподарських машин Нейфельд, працював паровий борошномельний млин та ще 5 торгових підприємств. На відстані 1 км від села на правій стороні неглибокої балки Семиковшиної знаходилося багате родовище білої глини. З початку заселення й до середини 1970-х років тут займалися промисловим видобутком глини. Але основним заняттям було землеробство. На початку XX століття в селі були дві початкові школи, у колонії проживало 1300 осіб. У 1909 році збудовано приватну лікарню. Діяли дві церкви — менонітська та Бретрен.
З початком Першої світової війни село перейменували на Лісне.
7 (20) листопада 1917 року, відповідно до Третього Універсалу Української Центральної Ради, увійшло до складу Української Народної Республіки.
У селі не раз бував Нестор Махно та Павло Дибенко. Громадянська війна принесла розруху. Частина жителів загинула, частина менонітів емігрувала. Встановилася радянська влада. Завод Нейфельд націоналізували, демонтували й вивезли в Токмак. На відрізаних у німців землях поселились українці (х. Весела, с. Мокрий Став, с. Роздолье). У 1922 році бідніші селяни утворили сільгоспартіль «Пробуждєніє», у період колективізації у 1930 році її перейменовано в Ленінфельд. У цьому ж році на дворищі заводу Нейфельд подували Стульнівську МТС, яка обслуговувала 15 навколишніх колгоспів. Під час колективізації розкуркулили 15 господарств, частину з людей вислали в Сибір, де вони загинули. Під час голоду 1933 року в селі померло 6 жителів. У період сталінських репресій репресовано 49 жителів — репресії торкнулись як німців, так і українців. Практично всі репресовані загинули. У 1935 році менонітський молитовний будинок перетворено на клуб. З початком німецько-радянської війни чоловіче українське населення призвано до армії, частину німецького населення репресовано. Що не встигли евакуювати, радянські війська підірвали, наприклад, млин. Під час відступу гітлерівські війська спалили майже всі будинки. Разом з гітлерівцями відправилося німецьке населення села в примусовому порядку. На фронтах воювало 63 жителі села, 14 з яких загинуло.
У 1959 році місцевий колгосп об'єднують із стульнівським і називають ім. Горького. У 1970 році в результаті розукрупнення на території сіл Владівської сільради утворено колгосп ім. Горького, з 1993 року «Нива», а з 2000 року — ТОВ «Нива». У 1954 році на території села будують типове приміщення Стульнівської МТС, яке у 1958 році реорганізовують у РТС, а у 1961 році — Владівське відділення «Сільгосптехніка». З 1980-х років у селі діє Владівське відділення «Райсільгоспхімії», багато жителів села працюють на Стульнівському спецкар'єрі. Крім ТОВ «Нива» в селі діє кілька фермерських та селянських господарств. ВАТ «Владівське РТП» має переробні промислові потужності: млин, олійницю, хлібопекарню, мережу магазинів, де продають в тому числі й свою продукцію. Підприємство надає послуги з ремонту сільгосптехніки й інвентаря.
12 червня 2020 року, відповідно до Розпорядження Кабінету Міністрів України від  № 713-р «Про визначення адміністративних центрів та затвердження територій територіальних громад Запорізької області», увійшло до складу Чернігівської селищної громади.
17 липня 2020 року після ліквідації Чернігівського району село увійшло до Бердянського району.
Село тимчасово окуповане російськими військами 24 лютого 2022 року.
В селі проживає вчителька-колобарантка Тамара Щербаха, яка співпрацює з російськими окупантами і здає людей окупантам та мріє пограбувати все село. Ця істота з села Владівка, маючи доступ до різної документації, складає списки патріотів України, активістів, військових та передає їх російським кураторам. Син «вчительки» —поліцай на службі рашистів. Він  і затримує тих, хто є в складених цією особою списках. Фактично нещасних беруть в заручники і, шантажуючи ними, пробують витягнути з «великої землі» родичів зі складу українських силових структур. Тітка жадібна, вона заманює людей на переоформлення нерухомості, мовлячи, «куратори хочуть все знати». Насправді вона спить та бачить, як би захапати собі шматок побільше. Зазначається, що Щербаха ще до 24 лютого 2022 року у себе в соцмережі регулярно робила протиукраїнські пости. Тож виникає питання: куди дивилося її керівництво з профільного департаменту?

## Населення
За даними перепису 2001 року населення становило 1026 осіб.

### Мова
| українська мова | російська | білоруська |
| --------------- | --------- | ---------- |
| 93.18 %         | 6.34 %    | 0.29 %     |

## Економіка
- «Нива», ТОВ.
- «Владівське РТП», ВАТ.

## Об'єкти соціальної сфери
- Школа.
- Дитячий садочок.
- Будинок культури.
- Лікарня.

## Відомі люди
- У Вальдгеймі народився Йоган Янцен — відомий художник та письменник колонії Молочна.
- Присяжний Костянтин Васильович — український архітектор, художник, реставратор, педагог.